# كاتلين لوي
كاتلين لوي (بالإنجليزية: Caitlin Lowe) هي لاعبة كرة لينة أمريكية، ولدت في 6 فبراير 1985 في توستين في الولايات المتحدة.

## وصلات خارجية
- كاتلين لوي على موقع اللجنة الأولمبية الدولية (الإنجليزية)
- كاتلين لوي على موقع أوليمبيديا (الإنجليزية)